# Hubert Joseph Lyautey
Pour les articles homonymes, voir Lyautey.
Hubert Joseph Lyautey (13 juillet 1789, Vellefaux - 26 décembre 1867, Paris 7e) est un général et homme politique français.

## Biographie
Fils de Pierre-Antoine Lyautey, ordonnateur en chef des armées de Napoléon Bonaparte, il intègre l'École polytechnique en 1805, puis l'École de Metz l'année suivante, dont il sort lieutenant au 5e régiment d'artillerie à cheval.
Lieutenant-colonel en 1823, il prend part à la campagne d'Espagne comme directeur des ponts. Attaché à l'état-major de la garde royale, puis directeur du matériel de l'artillerie, il est promu colonel en 1830 et envoyé comme directeur à Brest.

Le 18 janvier 1834 il devient colonel du 12e régiment d'artillerie qui vient d'être créé.
Maréchal de camp en 1840, il est envoyé en Algérie comme commandant général de l'artillerie, et à son retour, en 1844, nommé directeur de l'École de Vincennes.
Promu général de division le 12 juillet 1848, il est placé dans le cadre de réserve et nommé sénateur en 1854.
Il est le grand-père du maréchal Lyautey.

## Décoration
- Grand officier de la Légion d'honneur (26 décembre 1852)[3]